# دونالد اچ. سینوت
دونالد اچ. سینوت (انگلیسی: Donald H. Sinnott؛ زادهٔ) دانشمند در زمینه رادار اهل Australian است.
وی همچنین برندهٔ جوایزی همچون عضو پیوسته انجمن مهندسان برق و الکترونیک شده‌است.